# Un ragazzo d'oro
Un ragazzo d'oro è un film italiano del 2014 scritto e diretto da Pupi Avati.
Nel cast del film, oltre a Riccardo Scamarcio e Cristiana Capotondi, spicca la presenza di Sharon Stone nel suo primo ruolo in un film italiano. Il film è stato premiato il 1º settembre 2014 come miglior sceneggiatura alla 38ª edizione del Montreal World Film Festival in Canada.

## Trama
Davide Bias vive a Milano, è fidanzato con Silvia e lavora come creativo pubblicitario, ma ha un sogno: scrivere un libro e riuscire a pubblicarlo. Nella vita di tutti i giorni viene assalito da ansia e insoddisfazione, che riesce a tenere a bada solo con le pillole. Alla morte del padre, uno sceneggiatore di film di serie B, Davide torna a Roma, dove decide di trasferirsi. Qui incontra Ludovica, un'editrice a cui il padre si era rivolto, in virtù di una vecchia amicizia, per la pubblicazione della sua autobiografia. Davide deciderà di scrivere lui il libro, come se fosse il padre, così da riconciliarsi finalmente con la figura paterna. Questo non lo aiuterà però a risolvere le sue inquietudini.

## Promozione
Il trailer ufficiale del film è stato distribuito il 25 agosto 2014, mentre la proiezione della pellicola è iniziata dal 18 settembre successivo.

## Curiosità
Nel film vengono presentate come scritte dal padre di Davide Bias scene tratte da Dove vai se il vizietto non ce l'hai?

## Riconoscimenti
- 2014 - Montreal World Film Festival
  - Miglior sceneggiatura
- 2015 - Nastro d'argento
  - Nomination Migliore attrice non protagonista a Giovanna Ralli
  - Nomination Migliore colonna sonora a Raphael Gualazzi
  - Nomination Miglior canzone originale (Time for My Prayers) a Raphael Gualazzi, Giuliano Sangiorgi
- 2015 - Ciak d'oro
  - Nomination Miglior colonna sonora a Raphael Gualazzi
  - Nomination Miglior canzone originale (Time for My Prayers) a Raphael Gualazzi, Giuliano Sangiorgi